# Bhikhi
Bhikhi è una suddivisione dell'India, classificata come nagar panchayat, di 15.078 abitanti, situata nel distretto di Mansa, nello stato federato del Punjab. In base al numero di abitanti la città rientra nella classe IV (da 10.000 a 19.999 persone).

## Geografia fisica
La città è situata a 30° 4' 0 N e 75° 31' 60 E e ha un'altitudine di 218 m s.l.m..

## Società

### Evoluzione demografica
Al censimento del 2001 la popolazione di Bhikhi assommava a 15.078 persone, delle quali 7.983 maschi e 7.095 femmine. I bambini di età inferiore o uguale ai sei anni assommavano a 2.170, dei quali 1.244 maschi e 926 femmine. Infine, coloro che erano in grado di saper almeno leggere e scrivere erano 8.014, dei quali 4.586 maschi e 3.428 femmine.